# Die letzten Fünf
Die letzten Fünf (englisch Five) ist ein US-amerikanischer Science-Fiction-Film von Arch Oboler, der nach dem nuklearen Holocaust spielt. Die Uraufführung fand am 22. April 1951 statt. Es war der erste Spielfilm, der das Überleben nach einem irdischen Atomkrieg thematisiert. Die (west)deutsche Erstaufführung erfolgte 1952.

## Handlung
Nach dem Atomkrieg gibt es in einer nicht näher bezeichneten US-amerikanischen Großstadt nur fünf Überlebende: Michael, die schwangere Roseanne, den Rassisten Eric, den schwarzen Portier Charles und den Bankangestellten Mr. Barnstaple. Barnstaple ist durch einen Schock völlig verwirrt und stirbt an einer hohen ionisierenden Strahlendosis. Die übrigen vier Überlebenden gehen in die Berge. Dort zerstreiten sich Eric und Charles wegen Roseanne, die glaubt, dass ihr Ehemann den Atomschlag überlebt hat. Eric bringt Charles unbemerkt um; zusammen kehren Eric, Michael, Roseanne und ihr inzwischen geborenes Baby in die Stadt zurück. Hier finden sie den Leichnam von Roseannes Ehemann, woraufhin Roseanne wieder in die Berge zurückkehren will. Eric will dies verhindern; bei dem Streit zwischen ihm und Roseanne zerreißt sein Hemd und die Narben einer Strahlenerkrankung werden sichtbar, woraufhin Eric entsetzt davonläuft. Roseannes Baby stirbt, und Roseanne und Michael bleiben in der Stadt zurück, um die Erde erneut zu bevölkern.

## Kritik
„Amerikanisches, faschistoides Machwerk aus naiver Vorzeit, als die Welt noch glauben sollte, daß es nach dem atomaren Holocaust noch Starke und Schwache gäbe und ein Neubeginn möglich sei.“

“Arch Oboler deserves credit for tackling a theme that was on everyone’s mind in early 1950s. Only a few other films […] tried to discuss atomic annihilation in anything like realistic terms. But because of the film’s dogged gloom, mediocre acting and technical skills, as well as Oboler’s windy script, FIVE remains primarily a bleak curiosity piece.”

## Überlieferung
2009 erschien eine DVD-Edition des englischen Originals von Sony Pictures Home Entertainment. Ob die deutsche Synchronfassung noch existiert, ist unbekannt.